# Die Bibliothek von Babel
Die Bibliothek von Babel (La Biblioteca de Babel) ist eine Erzählung von Jorge Luis Borges und gleichzeitig der Titel einer von Borges herausgegebenen Buchreihe phantastischer Literatur.

## Die Erzählung von Borges
Die 1941 veröffentlichte Erzählung war ursprünglich Teil des Bandes Der Garten der Pfade, die sich verzweigen (El jardín de senderos que se bifurcan), der 1944 wiederum als erster Teil der Fiktionen (Ficciones) herausgegeben wurde.
Es handelt sich um eine Spekulation über eine mögliche Welt, welche als eine Bibliothek aller möglichen Bücher dargestellt ist. Diese Bücher, zufällig in der Bibliothek angeordnet, enthalten in der Mehrzahl für die Bewohner der Bibliothek unverständliche Texte. Die Idee einer solchen Universalbibliothek hatte Borges bereits 1939 in einem Essay beschrieben und auf ihre literarischen Vorläufer zurückgeführt.
Die Bibliothek wird als präexistent und unendlich dargestellt. Aufgrund dieser Unendlichkeit enthält sie nach Ansicht des Erzählers alle Kombinationen des Alphabets. Borges spricht von 25 Zeichen: 22 Buchstaben, Komma, Punkt und Leerzeichen des hebräischen Alphabets. Daraus resultiert die Tatsache, dass „[n]iemand eine Silbe zu artikulieren vermag, die nicht voller Zärtlichkeit und Schauer ist, die nicht in irgendeiner dieser Sprachen der gewaltige Name eines Gottes wäre“. Es ist aufgrund der überwiegenden Menge der für die Bewohner nicht sinnvollen Bücher ein großes Glück, ein Buch mit auch nur einem für sie sinnvollen Satz zu finden.
Borges schildert weiterhin, wie verschiedene Bewohnergruppen der Bibliothek sich mit ihr auseinandersetzen: Es wurden und werden Sekten gegründet, von denen einige bis zur Vergötterung der meist nicht entzifferbaren Bücher gehen und andere zur Verbrennung der Bücher aufrufen, es gibt Wanderer, die die Bibliothek auf der Suche nach einem Buch mit der Antwort auf alle Fragen durchschreiten, es gibt Wissenschaftler, die sich mit der Struktur der Bibliothek befassen und viele mehr. In Borges’ Erzählung werden die Menschen in der Bibliothek alt, ohne eine Antwort gefunden zu haben auf das, was sie umgetrieben hat.
In dieser Geschichte spiegelt sich die für Borges typische Faszination des Unendlichen wider; er spekuliert verschiedene Entstehungs- und Gliederungsmöglichkeiten der Bibliothek. Auch bedient er sich, wie in allen seiner Geschichten, der Mystifizierung, bringt also beispielsweise Zitate, die schwer verifizierbar sind und bei denen nicht klar ist, ob Borges die zitierte Person erfunden hat oder sie nur kaum jemandem außer Borges, der eine gewaltige Allgemeinbildung besaß, bekannt ist. So lautet eine Fußnote:
„Letizia Alvarez de Toledo hat angemerkt, daß die ungeheure Bibliothek überflüssig ist; strenggenommen würde ein einziger Band gewöhnlichen Formats, gedruckt in Corpus neun oder zehn, genügen, wenn er aus einer unendlichen Zahl unendlich dünner Blätter bestünde. (Cavalieri sagte zu Anfang des Jahrhunderts, daß jeder feste Körper die Überlagerung einer unendlichen Zahl von Flächen ist.) Die Handhabung dieses seidendünnen Vademecums wäre nicht leicht; jedes anscheinende Einzelblatt würde sich in andere gleichgeartete teilen; das unbegreifliche Blatt in der Mitte hätte keine Rückseite.“
Das hier angesprochene Buch findet sich in der Erzählung Das Sandbuch in der gleichnamigen Sammlung von 1975.

## Interpretation
Der Aufbau der babylonischen Bibliothek spiegelt einen fundamentalen Aspekt des borgeschen Literaturverständnis: Nach Borges ist die Literaturgeschichte aufgebaut auf einer Totalität und zyklischen Wiederkehr aller denkbaren Inhalte, Konstellationen, Ereignisse und Formen. Das diskutierte Literaturverständnis ist aufs engste mit der Vorstellung einer 'Literatur der Erschöpfung' (Literature of Exhaustion nach John Barth) verknüpft, nach der die formalen und inhaltlichen Mittel der Literatur sich mit Beginn der Postmoderne erschöpfen. Innerhalb der endlichen Gesamtheit aller Inhalte kann es demnach nur zu einer unendlichen Neukombination bereits bestehender Formen kommen (was Ausdruck eines radikalen Intertextualitätsbegriffs ist). Die Bibliothek ist eine ebensolche Gesamtheit der unendlichen Kombination endlicher Inhalte. Sie enthält alles nur denkbare Wissen, das in steter Wiederholung angeordnet ist und so eine – oberflächliche – Unendlichkeit ergibt: „Yo me atrevo a insinuar esta solución del antiguo problema: La biblioteca es ilimitada y periódica.“
Die Idee einer Totalität und zyklischen Wiederkehr aller Inhalte wird ebenso in den Geschichten El Aleph, Funes, el memorioso, Pierre Menard, autor del Quijote, sowie (übertragen auf ein zyklisches Geschichtsverständnis) in Tema del traidor y del héroe behandelt.
In der Praxis findet sich dieses radikal intertextuelle Literaturverständnis der ständigen Wiederaufnahme vorheriger Inhalte ebenso in der Geschichte des Informe de Brodie, der eine Neuschreibung der vierten Reise des Gulliver darstellt.

## BuchreiheDie Bibliothek von Babel
Der Verleger Franco Maria Ricci veröffentlichte ab 1974 in Italien unter der Leitung von Borges die Lieblingswerke des Autors als Literat und Leser ebenfalls unter dem Titel Die Bibliothek von Babel. Ab 1983 erschien diese Sammlung auch in Deutschland und wurde von Borges hier persönlich in der Edition Weitbrecht herausgegeben. Für jeden der 30 Bände dieser Sammlung von phantastischen Erzählungen aus aller Welt und mehreren Jahrhunderten schrieb Borges ein Vorwort. Bei der Büchergilde Gutenberg erschien ab 2007 eine Künstleredition in 30 Bänden mit Umschlagillustrationen von Bernhard Jäger in Aquarelltechnik.
Die Reihe umfasst, nach Autoren betrachtet:
- Pedro Antonio de Alarcón: Der Freund des Todes
- William Beckford: Vathek
- Léon Bloy: Unliebsame Geschichten
- Jorge Luis Borges: 25. August 1983 und andere Erzählungen (mit Blaue Tiger, Die Rose des Paracelsus, Utopie eines müden Mannes)
- Adolfo Bioy Casares / Arturo Cancela / Pilar de Lusarreta / Julio Cortázar / Manuel Mujica Láinez / Silvina Ocampo / Federico Peltzer / Manuel Peyrou / María Esther Vázquez: Argentinische Erzählungen (unter anderem Das besetzte Haus von Cortazar)
- Jacques Cazotte: Der verliebte Teufel
- Gilbert Keith Chesterton: Apollos Auge
- Fjodor Dostojewski / Leonid Andrejew / Lew Tolstoi: Russische Erzählungen (Andrejews Lazarus, Tolstois Der Tod des Iwan Iljitsch, Dostojewskis Das Krokodil. Eine ungewöhnliche Begebenheit)
- Nathaniel Hawthorne: Das große Steingesicht
- Charles Howard Hinton: Wissenschaftliche Erzählungen
- Henry James: Die Freunde der Freunde
- Franz Kafka: Der Geier
- Rudyard Kipling: Das Haus der Wünsche
- Jack London: Die konzentrischen Tode
- Lord Dunsany: Das Land des Yann
- Leopoldo Lugones: Die Salzsäule
- Arthur Machen: Die leuchtende Pyramide
- Herman Melville: Der Schreiber Bartleby
- Gustav Meyrink: Der Kardinal Napellus
- Giovanni Papini: Der Spiegel auf der Flucht
- Edgar Allan Poe: Der entwendete Brief
- Saki: Die Verschwiegenheit der Lady Anne
- Pu Songling: Gast Tiger
- Robert Louis Stevenson: Die Insel der Stimmen
- Tausendundeine Nacht (Übersetzungen von Richard Francis Burton und Antoine Galland)
- Auguste de Villiers de L’Isle-Adam: Der Tischgast der letzten Feste und andere Erzählungen, Bd. 14
- Voltaire: Mikromegas und andere Erzählungen, Bd. 14
- Herbert George Wells: Die Tür in der Mauer
- Oscar Wilde: Lord Arthur Saviles Verbrechen.